# Billy Strayhorn
William Thomas Strayhorn, dit Billy Strayhorn, né le 29 novembre 1915 à Dayton dans l'Ohio et mort le 31 mai 1967 à New York, est un compositeur, arrangeur et pianiste américain.

## Biographie
De 1939 à sa mort, Strayhorn collabore avec Duke Ellington, créant arrangements et mélodies, notamment Take The A Train, Lush Life, Chelsea Bridge, Sugar Rum Cherry, Day Dream et Passion Flower, afin d'étoffer le répertoire de l'orchestre.
Il accompagne fréquemment au piano les petites formations issues de l'orchestre, et enregistre aussi sous son nom.
Véritable alter ego du Duke, son style est souvent très proche de celui du maître, tant au niveau des arrangements qu'au piano.
Au cours des années 1950, son style pianistique devient plus original. Il montre notamment un toucher très délicat.

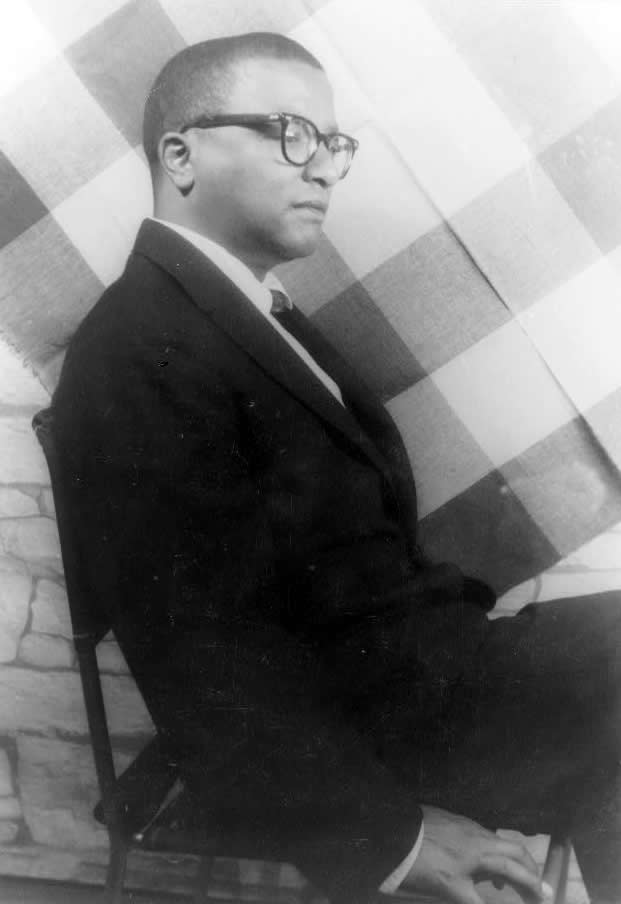
Billy Strayhorn photographié par Carl van Vechten.

## Discographie

### Comme leader/co-leader
- 1950-51 Great Times! avec Duke Ellington (Mercer, 1964)
- 1958  !!!Live!!! (Roulette, 1958)
- 1959 Cue for Saxophone (Felsted, 1959)
- 1961 The Peaceful Side (United Artists, 1963)
- 1964-65 Lush Life (Red Baron, 1992)

### Comme arrangeur
- 1961 Johnny Hodges with Billy Strayhorn and the Orchestra (Verve, 1962)

### Comme sideman
Avec Johnny Hodges
- Castle Rock (Norgran, 1955) – enregistré en 1951
- Creamy (Norgran, 1955)
- Ellingtonia '56 (Norgran, 1956)
- Duke's in Bed (Verve, 1956)
- The Big Sound (Verve, 1957)
- Blues A-Plenty (Verve, 1958)
- Not So Dukish (Verve, 1958)

Avec Joya Sherrill
- Joya Sherrill Sings Duke (20th Century Fox, 1965)

Avec Ben Webster
- Music for Loving (Norgran, 1954)